# Родохрозит

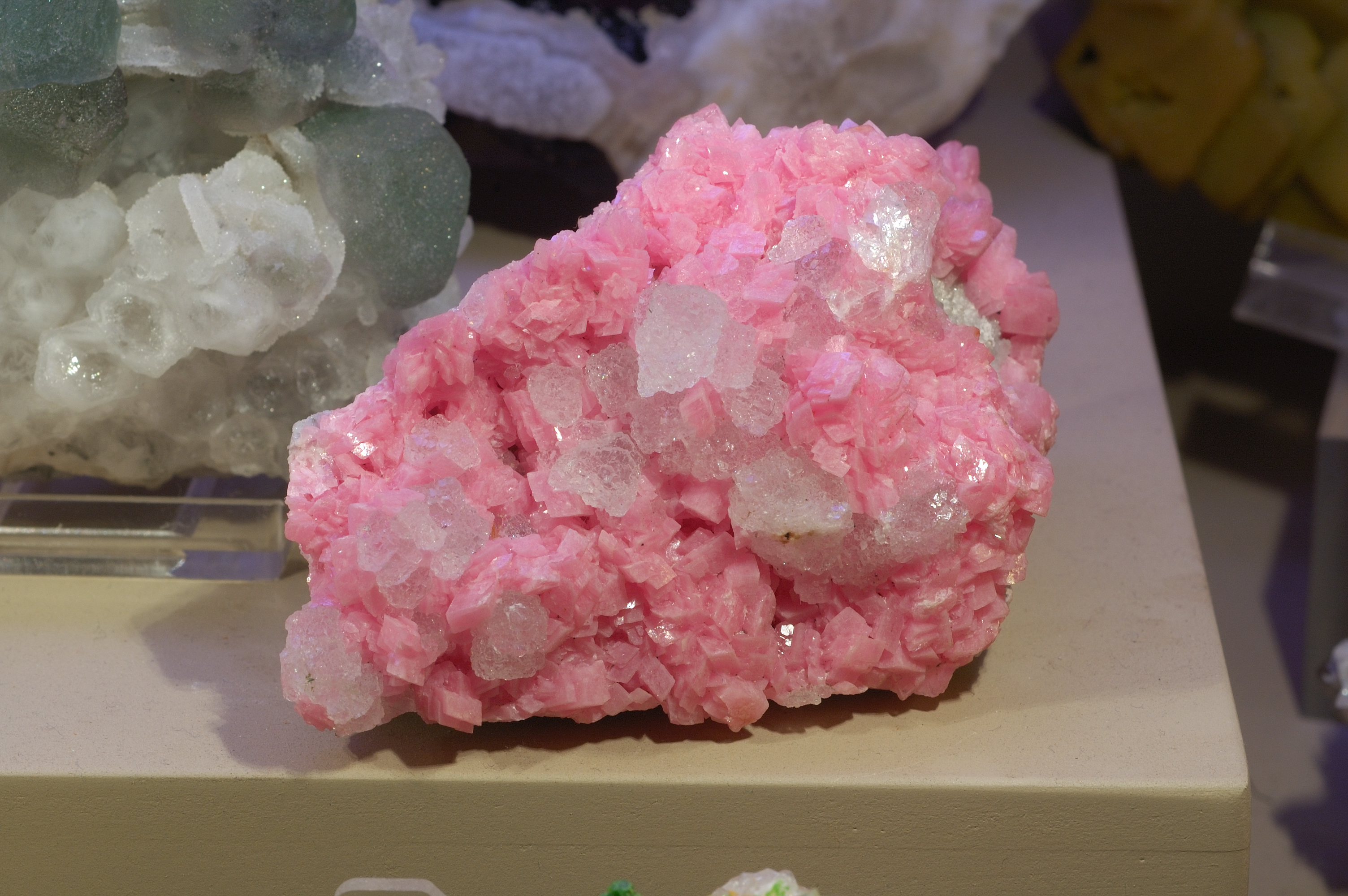
Найпоширеніший колір родохрозиту — рожевий. Зразок добутий біля Сільвертону, штат Колорадо

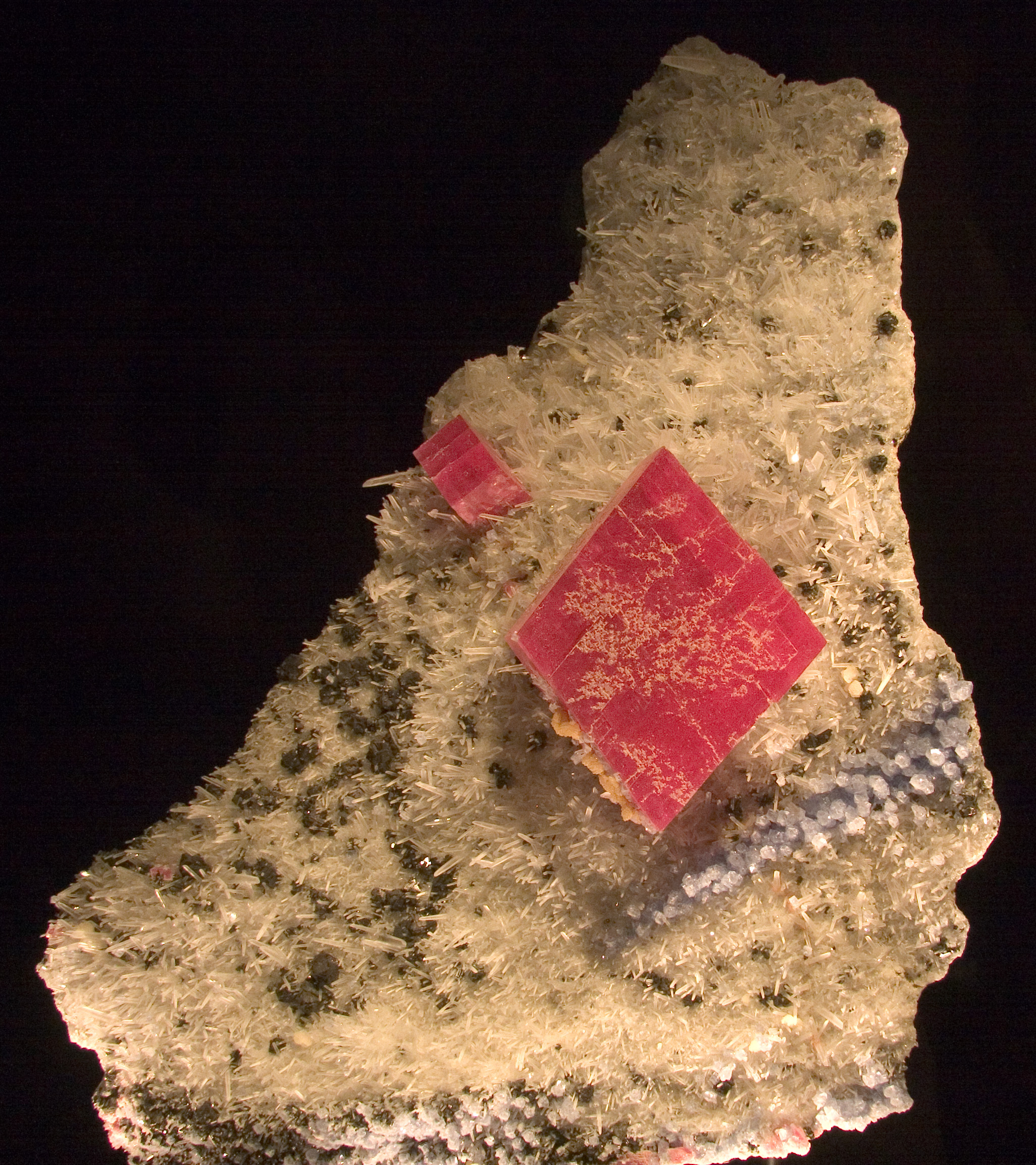
Король Альма — найбільший з відомих кристалів родохрозиту, був знайдений в шахті «Sweet Home» біля Альма, штат Колорадо. Демонструється в Денверському музеї природи і науки

Родохрозит (рос. родохрозит; англ. rhodochrosite; нім. Rodochrosit m) — мінерал класу карбонатів, манґановий шпат; карбонат манґану острівної будови. За законом є каменем-символом Аргентини й американського штату Колорадо.

## Загальний опис
Хімічна формула: Mn[CO3]. Містить (%): MnO — 61,7; CO2 — 38,29. Домішки: Zn, Mg, Fe, Ca, Co.
Безперервними ізоморфними рядами пов'язаний з сидеритом і кальцитом. Ізоструктурний з кальцитом.
Сингонія тригональна. Дитригонально-скаленоедричний вид. Форми виділення: кулясті й ниркоподібні агрегати з променисто-тичкуватою будовою, а також суцільні зернисті маси.
Густина 3,7.
Твердість 3,5-4,0.
Блиск скляний.
Колір білий, рожевий, червоний, коричневий.
Риса біла. Крихкий.
Важливий мінерал осадових родовищ манґану (руда манґану), де супутніми мінералами є марказит, кальцит і опал, а також метаморфізованих осадових родовищ. Крім того, зустрічається як гідротермальний мінерал середньо- і низькотемпературних жильних родовищ Pb, Zn, Ag, Cu з сидеритом, флюоритом, баритом, алабандином. У високотемпературних родовищах — разом з родонітом, ґранатом, браунітом, тефроїтом. Є в корах вивітрювання манґанових і залізо-манґанових покладів.
Родовища: Оденвальд, Гессен, Східний Гарц (ФРН), Секеримб (Румунія), Ле-Кабес, Високі Піренеї (Франція), копальня Готас-Гелл (ПАР), Джида (Західне Забайкалля, РФ), Калахарі (Ботсвана). В Україні є в Нікопольському марганцевому басейні.
Від грецького «родос» — троянда і «хрісос» — колір (J. F. L. Hausmann, 1813).
Синоніми: діалогіт, камінь інкський рожевий, шпат малиновий, шпат манґановий, штрьоміт.

## Різновиди
Розрізняють:
- Родохрозит залізистий (різновид родохрозиту, який містить від 1,5 до 16 % FeO),
- Родохрозит кальціїстий або кальцієвий (різновид родохрозиту, який містить 1-19 % СаО),
- Родохрозит кобальтистий або кобальтовий (різновид родохрозиту з Шнеєберга, Саксонія, ФРН; містить 2,33 % СоО),
- Родохрозит магніїстий (різновид родохрозиту, який містить 0,5-3,5 % MgO),
- Родохрозит цинковистий (різновид родохрозиту, який містить до 31 % ZnO).